# Alessandra Celletti
Alessandra Celletti (née le 6 juin 1966 à Rome) est une pianiste, chanteuse et compositrice italienne.

## Biographie
Les études d'Alessandra Celletti l'ont menée notamment au conservatoire Sainte-Cécile à Rome, études à l'issue desquelles elle se spécialisa dans la musique française des XIXe et XXe siècles. Cette période s'illustre par la sortie de son premier album "Les sons et les parfums (Debussy-Ravel-Satie)" en 1994 qui concrétisera la présence de l'artiste sur la scène italienne.
En 1997, elle publie "Viaggio a Praga" (Voyage à Prague), qui conduira Alessandra Celletti à étudier dans la capitale tchèque la musique pour piano de Leos Janáček et ses interprétations.
Le retour en Italie donne lieu à des enregistrements consacrés à la musique de Gurdjieff/De Hartmann, Erik Satie à nouveau, Scott Joplin et Philip Glass (collaboration avec le label "Kha record").
L'album "Esoterik Satie" est une illustration de la sensibilité artistique d'Alessandra Celletti pour l'œuvre difficile du compositeur français, auquel elle dédiera le titre « Talking to Satie ». L'interprétation de la 1re Gnossienne par l'artiste est reprise pour la bande sonore du film "Revolver" en 2005.
Le poète italien Beppe Costa utilise sa musique pour ses récitals de poésie et des spectacles.
Alessandra Celletti est également engagée dans de nombreuses causes sociales et environnementales.

## Compositrice
Les premières publications des œuvres propres d'Alessandra Celletti ont lieu en 2006 dans l'album "Chi mi darà le ali" (Qui me donnera les ailes), pour lequel l'artiste est auteur, compositeur et interprète de ses créations. Cet album sera suivi notamment par "The Golden Fly" en 2007, puis par d'autres créations personnelles.

## Principales collaborations

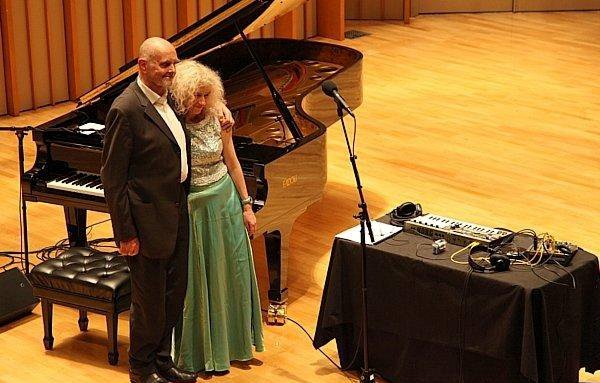
Alessandra Celletti et Hans-Joachim Roedelius

Alessandra Celletti enrichira ses créations au travers des collaborations successives dans des genres variés, notamment avec:
- le groupe ethno-rock Agrigantus
- le chanteur compositeur Mario Castelnuovo
- l'artiste suédois Paulina Wallenberg Olsson
- le compositeur de musique contemporaine Hans-Joachim Roedelius (Festival de Lunz en août 2007)
- le musicien et compositeur britannique Mark Tranmer
- l'artiste surréaliste Jaan Patterson (en)

## Discographie

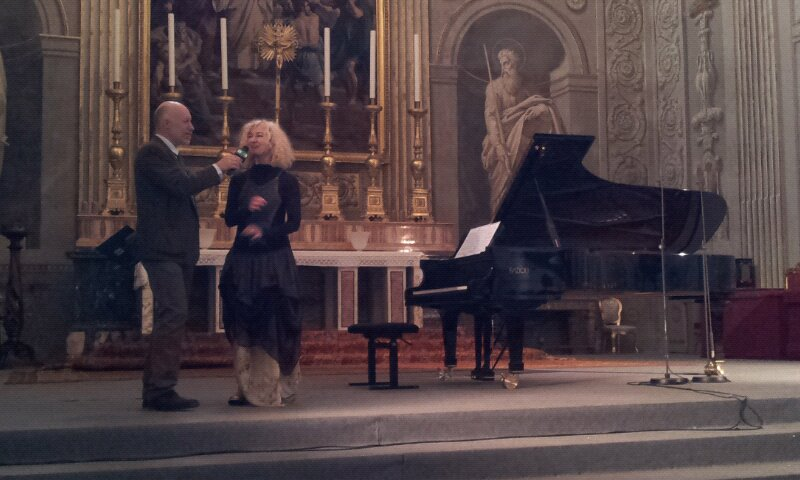
Alessandra Celletti en concert à Quirinale, mars 2012

- Les sons et les parfums (Debussy-Ravel-Satie) (Bleriot, 1994)
- Viaggio a Praga (autori boemi dal '700 al '900) (Bleriot, 1996)
- Overground (Bleriot, 1997)
- Hidden Sources (Gurdjieff-de Hartmann) (KHA, 1998)
- Esoterik Satie (Erik Satie) (KHA, 2000)
- Black Baby (Scott Joplin) (KHA, 2002)
- Metamorphosis (Philip Glass) (KHA, 2005)
- Chi mi darà le ali (Bleriot, 2006)
- The Golden Fly (KHA, 2007)
- Way Out (Ltm, 2008)
- Alessandra Celletti Plays Baldassarre Galuppi (Transparency, 2009)
- Sustanza di Cose Sperata (Celletti-Roedelius) (Transparency, 2009)
- The Red Pages (Celletti-Tranmer) (Vespertine & Son, 2010)
- Sketches of Sacagawea (Al-Kemi Lab, 2010)
- W.C.  George Bataille (Transeuropa, 2011)
- Crazy Girl Blue (Transparency, 2011)
- Zodiac (2012)
- Above the sky (Transparency, 2013)
- Vdb23/Nulla è andato perso (Al-Kemi Records 2013)
- Il Viandante nel Cuore dello Zodiaco (Nuova Era Edizioni)
- Erik Satie: Gnossienne n°1 (Drums & Piano Duet, avec Marcello Piccinini, 2014)
- Working on Satie (Bleriot cd+dvd 2016)
- Journey to Prague (2016)
- Debussy - Ravel - Satie: Les sons et les parfums
- Sacred Honey (Musique Gurdjieff / De Hartmann, Bleriot 2018)
- Cellettiblue (Vinyle coloré, LuBan 2019)
- Love animals (Vinyle, CD, DVD 2020)
- Sleep of Reason (2020)
- Für Alina (2020)
- Truman Sleeps (Solo piano version, 2020)
- Minimal (Philip Glass, John Cage, Alan Hovhaness 2020)
- Daydream (avec Alberto Tre,2021)
- In the same river (2021)
- Arrhythmias (2021)
- Desert (2021)
- Hide & Seek (2021)
- Experience (2021)
- Heroes (Inspired by 'The Outlaw Ocean' a book by Ian Urbina, 2021)
- Sacajawea (2022)
- Crescent Moon (2022)
- JS Bach: Prelude in C major BWV846 from Well-Tempered Clavier (2022)
- Shaman Chant (2022)
- Great Spirit (2022)
- 3 gymnopédies: N°1, Lent et Douloureux (2022, remastered)
- Gleams (2022)
- Donne innovazione e streghe (2022)
- Erik Satie: Gymnopédies & Gnossiennes (2022)
- Working on Satie Second Part (2023)
- Piano Encores (2023)
- Above the sky (2023)
- Love essence (2024)

## DVD
- Paraphernalia (2009)
- Piano piano on the road (2014)
- Working on Satie (2016)
- Love animals (2020)

## Autres créations et pistes musicales

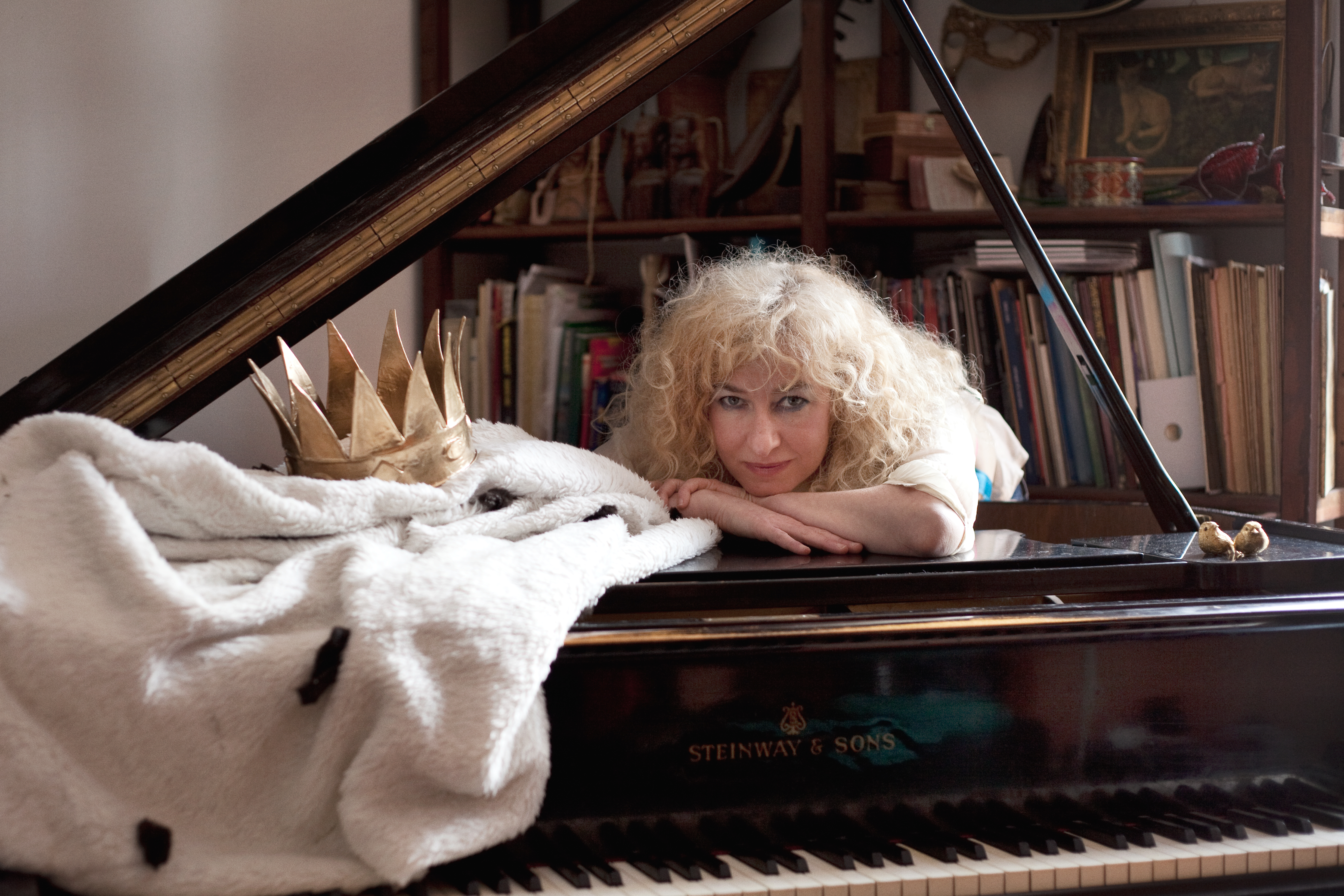
Alessandra Celletti

- Indestructible (Direction Michele Citoni)
- My mother's fairytales (Direction Paola Romagnani)
- Elan Vital (Direction Jason Loya)
- Why a film about Michele de Lucchi (Direction Alessio Bozzer)
- Mio Duce I write to you (Documentaire produit par l'Istituto Luce, direction Massimo Martella, diffusion sur Rai 3)
- In the name of Antea (Documentaire produit par l'Istituto Luce, direction Massimo Martella)
- Interprétation de la Gnossienne n°1 de Erik Satie pour le film Revolver (Direction Guy Ritchie, 2005)